# Sea Pictures
Sea Pictures, Op. 37 (Pintures marines), és un cicle de cançons del compositor britànic Sir Edward Elgar integrat per cinc cançons sobre texts de cinc poetes.
Estan escrites per a contralt i orquestra, i el compositor va realitzar un arranjament per a piano i veu. Van ser estrenades el 5 d'octubre de 1899 en Norfolk amb direcció d'Elgar i interpretades per Clara Butt i posteriorment davant la Reina Victòria al Castell De Balmoral.
Les cançons es titulen:
- Sea Slumber Song de Roden Noel
- In Haven (Capri) d'Alice Elgar, la seva esposa
- Sabbath Morning at Sea d'Elizabeth Barrett Browning
- Where Corals Lie de Richard Garnett
- The Swimmer d'Adam Lindsay Gordon

Són generalment cantades per mezzosoprano, la més famosa interpretació correspon a Janet Baker dirigida per Sir John Barbirolli.

## Altres versions
El 2010, el compositor britànic Donald Fraser va fer una versió de Sea Pictures per a SATB cor i cordes. El primer enregistrament d'aquesta versió va ser realitzat per l'English Chamber Orchestra, el Rodolfus Choir i el director Kenneth Woods als Abbey Road Studios el 2013. L'arranjament de Fraser va ser aclamat per Stephen Johnson a la BBC Music Magazine. com "ben realitzat, interpretat amb calidesa i comprensió, i gravat amb simpatia."